# 그린메일
그린메일(green mail) 또는 그린메일링(greenmailing)은 투자자가 대상 기업의 주식을 충분히 매입하여 적대적 인수 위협을 가하고, 대상 기업이 인수를 막기 위해 프리미엄을 주고 주식을 되사도록 유도하는 금융 전략이다.
기업 사냥은 저평가된 기업에 대한 적대적 인수를 포함하며, 때로는 자산 매각이나 부동산과 같은 가치 있는 자산의 매각을 압박하기도 한다. 그린메일러는 자신의 주식을 대상 기업에 프리미엄을 붙여 되팔겠다고 제안할 수 있으며, 이는 기업과 주주들에게 손실을 초래한다.
이 전술은 1980년대에 T. 분 피켄스와 제임스 골드스미스 경과 같은 투자자들이 사용했으며, 이들은 기업에 주식을 프리미엄을 붙여 재매입하도록 압력을 가하여 수익을 올렸다. 예를 들어, 골드스미스 그룹은 세인트 레지스(St. Regis)와 같은 기업의 지분을 인수하여 더 높은 가격에 재매입을 유도하고 상당한 이익을 얻었다.
그린메일은 복잡한 기업 전략이지만, 공식 입찰에 대한 제한 부과 및 미국에서 이익에 대한 50%의 소비세와 같은 법적 제한 및 대응 전술로 인해 1990년대 초 이후로는 덜 흔해졌다.

## 용어
이 용어는 1980년대에 만들어진 금융 신조어로, 평론가와 기자들이 기업 사냥꾼의 행위를 재정적으로 뒷받침된 개인이나 그들의 운영 회사가 인수 위협을 이용하여 회사로부터 돈을 갈취하려는 시도로 보았기 때문에 블랙메일과 그린백에서 유래했다.

## 전술
기업 사냥은 때때로 대규모, 종종 저평가되거나 비효율적인(즉, 비영리 최대화) 기업을 적대적 인수를 통해 자산을 매각하거나 경영진과 직원을 교체함으로써 막대한 돈을 벌어들이는 것을 목표로 한다. 다른 경우에는 그린메일러가 대상 기업이 자산으로 축적한 부동산과 같은 자산을 찾아내어, 해당 자산을 처분하고 반복적인 임대료 지불을 통해 다시 임대하도록 시도하는 동시에 매각된 부동산을 특별 배당금으로 주주들에게 돌려주려 한다.
그린메일 전략은 최초의 관행 이후 그린메일에 대응하는 방법, 그린메일의 다른 변형, 그리고 그린메일 전술을 강화하는 방법으로 발전해왔다.
합병 및 인수 분야에서 그린메일 지불은 적대적 인수를 막기 위한 시도로 이루어진다.
이러한 관행의 한 예는 윌리엄 애크먼의 퍼싱 스퀘어 캐피탈 매니지먼트가 미국 소매업체 타깃을 인수하려 했던 시도였다. 타깃은 기업 포트폴리오에 상당량의 성숙 또는 거의 성숙된 부동산 자산을 보유하고 있었다. 애크먼은 이 자산들을 기업공개(IPO)로 분사시키고, 타깃의 신용카드 사업부 일부를 매각하며, 주식 재매입을 통해 발행 주식 수를 줄여 기존 주주들의 지분을 기업 자산과 수익으로 재매입하려 했다.
대상 기업의 상당 지분을 확보한 후, 적대적 인수를 완료하는 대신 그린메일러는 피해 기업에 대한 위협을 종식시키기 위해 자신의 지분을 되팔 것을 제안하지만, 이는 공정 시장 주가에 상당한 프리미엄을 붙인 가격이다.
대상 기업의 관점에서 볼 때, 몸값 지불은 굿바이 키스라고 불릴 수도 있다. 굿바이 키스라는 용어가 비즈니스 은유로 사용된 기원은 불분명하다. 인수되는 대상 기업의 사장, 회장 또는 CEO와 관련하여, 황금 낙하산이 제공되는 많은 상황이 있다. 입찰자의 주식을 되사기로 동의하는 기업은 인수되는 것을 피할 수 있다. 그 대가로 입찰자는 일시적으로 인수 시도를 포기하고 그린메일 피해 기업과 비밀 계약을 체결하여 일정 기간 동안 해당 전략을 재개하지 않겠다고 보장할 수 있다.
기업 사냥꾼에게 이득이 되는 반면, 회사와 회사 주주들은 돈을 잃는다. 그린메일은 또한 회사의 기존 경영진과 직원들을 해고, 강등 또는 임금 삭감으로부터 일시적으로 보호하며, 이는 적대적 인수가 성공적으로 진행되었을 경우 거의 확실히 그들의 직급이 줄어들거나 제거되었을 것이다.

## 예시
그린메일은 1980년대 T. 분 피켄스와 제임스 골드스미스 경과 같은 투자자들에게 수익성이 높았다. 후자의 예시로, 골드스미스는 1980년대에 굳이어로부터 이러한 방식으로 9천만 달러를 벌었다. 1984년, 옥시덴탈 페트롤리움은 데이비드 머독에게 1억 9,400만 달러의 그린메일을 지불했다.
세인트 레지스 제지회사(St. Regis Paper Company)는 그린메일의 한 사례를 보여준다. 제임스 골드스미스 경이 이끄는 투자자 그룹이 세인트 레지스의 지분 8.6%를 인수하고 제지 회사 인수에 관심을 표명하자, 회사는 프리미엄을 붙여 주식을 재매입하기로 동의했다. 골드스미스 그룹은 주식을 주당 평균 35.50달러, 총 1억 9백만 달러에 인수했다. 그들은 주당 52달러에 지분을 매각하여 5천1백만 달러의 순이익을 올렸다. 1984년 3월 지불 직후, 세인트 레지스는 출판사 루퍼트 머독의 표적이 되었다. 세인트 레지스는 챔피언 인터내셔널(Champion International)에 의존하여 18억 4천만 달러의 인수에 동의했다. 머독은 세인트 레지스의 5.6% 지분을 챔피언 제안에 넘겨 이익을 얻었다.
가상의 맥락에서, 그린메일 전술은 1987년 영화 월 스트리트에서 두드러지게 사용된다. 한때, 동료 기업 사냥꾼인 래리 와일드먼 경은 고든 게코를 "하찮은 해적이자 그린메일러"라고 지칭한다.

### 2024년 오하이오 사건
2021년, 한 원고 측 법률 회사는 오하이오 프랭클린 카운티 법원에서 두 명의 이른바 "행동주의" 투자자들을 그린메일링에 대한 오하이오 주법을 위반했다며 고소하려고 했다. 법률 회사 로빈스 겔러 러드먼 & 다우드 LLP는 코퍼스크리스티 소방관 퇴직 연금(Corpus Christi Firefighters’ Retirement System)을 대리하여 두 투자 회사를 상대로 소송을 제기했다. 소송에서 원고는 마셀럼(Macellum)과 안코라(Ancora)가 상장 할인 소매업체인 빅 로츠에 대해 그린메일 캠페인을 벌이려 했다고 주장했다. 오하이오 주의 법령은 투자자들이 그린메일링에 참여했을 경우 빅 로츠 주식 소유로 얻은 모든 이익을 포기하도록 강제할 것이다. 그러나 리얼클리어마켓츠(RealClearMarkets)에 따르면 투자자들은 그러한 시도를 하지 않았다. 2024년 3월, 오하이오 대법원 출마 중인 다니엘 호킨스(Daniel Hawkins) 오하이오 판사는 이 사건을 기각했다.

### 기타 사례
- 비아콤 인터내셔널 대 아이칸(Viacom Int'l, Inc. v. Icahn), 747 F. Supp. 205 (S.D.N.Y. 1990)
- 폴크 대 굿(Polk v. Good), 507 A.2d 531 (Del. 1986).

1990년 하버드 경영대학원 사례 연구는 월트 디즈니 컴퍼니의 그린메일 시도가 반복적으로 사용되었음을 지적했다. - "월트 디즈니가 투자 및 재무 전략을 수정하기 위해 시간을 벌려는 비난받는 방어 전술."
2003년, 마이클 애시크로프트는 록 (노미니즈) 대 RCO (홀딩스)(Rock (Nominees) Ltd v RCO (Holdings) Plc) 사건에서 고등법원 판사인 피터 스미스 판사로부터 비난을 받았다. 스미스 판사는 청소 회사 RCO가 덴마크 회사 ISS에 인수되는 것과 관련하여 애시크로프트의 전술을 비난했다. 스미스 판사는 말했다.
이러한 관행은 — 런던 시티에서 드물지 않은 관행이라고 이해하고 있습니다 — 완곡하게 "그린메일"이라고 묘사됩니다. 제 생각에 적절한 단어는 블랙메일입니다. 이것이야말로 런던 시티의 평판을 떨어뜨리는 종류의 일입니다...— 피터 스미스 판사

## 역사
그린메일의 사용은 전술적 기업 금융 전략 중 하나이다. 그린메일과 같은 전술의 기반을 다진 20세기 주식 조작의 가장 많이 인용되는 법적 선례는 다음과 같다.
사례
- 미국 대 차네이(United States v. Charnay), 537 F.2d 341 (1976) 법적 선례
- 미국 대 차네이(The United States v. Charnay), 577 F.2d 81 (1978) 법적 선례
- 미국 대 울프슨(United States v. Wolfson), 405 F.2d 779 (2d Cir.1968) 불법, 유죄
- 질레트와 레블론[17][18]
- 뉴 월드와 포스타

그린메일과 같은 전술의 기반을 다진 20세기 이전의 중요한 주식 조작 선례는 다음과 같다.
역사적 사례
- 그랜트와 워드
- J. P. 모건
- 윌리엄 헨리 밴더빌트
- 윌리엄 듀어

## 예방 전술
그린메일은 재정적으로 정교한 기업 비즈니스 전술이며, 그린메일 방어 및 재정적 그린메일 수용을 위한 많은 대응 전술이 적용되어 왔다. 일부 관할권에서는 기업이 공식 입찰 개시에 대한 제한을 부과하도록 법적 요구 사항이 있다. 그린메일 이익에 대한 미국 연방 세금 처리(50% 소비세), 법적 제한, 그리고 대응 전술은 모두 1990년대 초 이후 그린메일을 훨씬 덜 흔하게 만들었다(26 U.S.C. § 5881 및 26 C.F.R. Part 156, 특히 § 156.5881-1 참조).
일부 미국 주에서는 그린메일을 금지하는 법률을 제정했다. 예를 들어 오하이오주에서는 회사의 지배권을 획득하려는 의도를 밝힌 사람이 그 의도를 밝힌 후 18개월 이내에 해당 회사 주식을 처분하는 것을 불법으로 규정하고 있다. 뉴욕의 안티 그린메일 법은 기업이 시장 가치보다 높은 가격으로 주주로부터 10% 이상의 주식을 재매입하는 것을 금지한다. 이는 이사회와 (주식 재매각을 시도하는 해당 주주를 제외한) 대다수 주주의 승인을 받은 경우에만 허용된다.

## 같이 보기
- 내부자 거래
- 수량 조절 주식
- 주식 희석
- 펌프 앤 덤프
- 주식 비방

## 내용주
1. 1 2  “"Greenmail" Makes a Comeback”. 《Harvard Law School Forum on Corporate Governance and Financial Regulation》. 2014년 1월 22일. 2019년 1월 7일에 원본 문서에서 보존된 문서. 2017년 11월 17일에 확인함.
2. ↑  "greenmail" Cornell Law School. Retrieved October 25 2022.
3. ↑  “Greenmail: Definition, How It Works, Example, Legality”. 《Investopedia》 (영어). 2024년 7월 11일에 확인함.
4. ↑  “The Pioneers”. 《Investopedia》. 2017년 11월 1일에 원본 문서에서 보존된 문서. 2017년 11월 17일에 확인함.
5. ↑  Ackman Says Target REIT IPO Would Raise $5.1 Billion (Update2), Bloomberg news, By Lauren Coleman-Lochner - November 19, 2008 20:00 EST
6. ↑  Parrish, Michael (1992년 3월 21일). “Occidental Ends Lawsuits Over Cost of Buyout: Settlement: Oxy will pay $3.65 million to shareholders who objected to the price David Murdock got for his shares in 1984”. 《Los Angeles Times》. 2013년 10월 29일에 원본 문서에서 보존된 문서. 2013년 10월 25일에 확인함.
7. ↑  J. Fred Weston, Mark L.Mitchell J. Harold Mulherin—Takeovers, Restructuring, and Corporate Governance: page 529
8. ↑  Riley, Kim (2024년 2월 16일). “How one Ohio lawsuit could quell legitimate shareholder activism in the state”. 《Financial Regulation News》 (미국 영어). 2024년 5월 14일에 확인함.
9. ↑  Lubrano, Mike (2021년 8월 3일). “Another Threat to Shareholders Emerges In Ohio | RealClearMarkets”. 《www.realclearmarkets.com》 (영어). 2024년 5월 14일에 확인함.
10. ↑  Laura Hancock, cleveland com (2023년 5월 15일). “3rd Republican judge announces campaign for Ohio Supreme Court”. 《cleveland》 (영어). 2024년 5월 14일에 확인함.
11. ↑  Riley, Kim (2024년 3월 21일). “Activist investors win greenmail case in Ohio”. 《Financial Regulation News》 (미국 영어). 2024년 5월 14일에 확인함.
12. ↑  “Walt Disney Productions: Greenmail - Case - Faculty & Research - Harvard Business School”. 《www.hbs.edu》. 2024년 5월 14일에 확인함.
13. ↑  [2003] EWHC 936 (Ch), 항소법원 [2004] EWCA Civ 118에서 유지되었으나, 조나단 파커 경은 "그렇다면, 판사가 그러한 극단적인 언어로 자신을 표현할 필요가 없었으며 부적절하다고 생각한다. 그러나 그가 그렇게 표현하기로 선택했다는 사실이 저평가 문제에 대한 그의 결론에 아무런 영향을 미치지 않는다: 내가 제시한 이유로 볼 때 그의 결론은 명백히 옳았다."고 말했다.
14. ↑  Walsh, Conal; Antony Barnett (2003년 5월 11일). “Ghost of Gekko in Ashcroft's greenmail”. 《옵저버 (신문)》 (London). 2014년 9월 11일에 원본 문서에서 보존된 문서. 2009년 7월 12일에 확인함.
15. ↑  “Management, Hostile Takeovers: Russian Style”. 《Knowledge@Wharton》. 2009년 4월 20일. 2019년 7월 3일에 원본 문서에서 보존된 문서. 2017년 11월 17일에 확인함.
16. ↑  Ronald D. Orol (2007). 《Extreme Value Hedging: How Activist Hedge Fund Managers Are Taking on the World》. John Wiley & Sons. 14, 22, 23, 329쪽. ISBN 978-0-470-45024-6. 2020년 10월 27일에 원본 문서에서 보존된 문서. 2020년 10월 2일에 확인함.
17. ↑  Connie Bruck (1988). 《Predator's Ball》. Penguin. 233, 234쪽. ISBN 978-0-949338-85-3. 2020년 10월 27일에 원본 문서에서 보존된 문서. 2020년 10월 2일에 확인함.
18. ↑  “GILLETTE DEAL ENDS REVLON BID”. 《뉴욕 타임스》. 1986년 11월 25일. 2019년 6월 16일에 원본 문서에서 보존된 문서. 2017년 11월 17일에 확인함.
19. ↑  “Hushmail: Are Activist Hedge Funds Breaking Bad?”. 《Harvard Law School Forum on Corporate Governance and Financial Regulation》. 2014년 7월 7일. 2015년 5월 16일에 원본 문서에서 보존된 문서. 2017년 11월 17일에 확인함.
20. ↑  “Hostile Takeover Defenses”. 《Slideshare》. 2010년 11월 5일. 2016년 12월 5일에 원본 문서에서 보존된 문서. 2017년 8월 15일에 확인함.
21. ↑  “The Rise of Investor-Centric Activism Defense Strategy”. 《Harvard Law School》. 2017년 7월 5일에 원본 문서에서 보존된 문서. 2017년 8월 15일에 확인함.
22. ↑  “IRS Form 8725: Excise Tax on Greenmail” (PDF). 2017년 5월 4일에 원본 문서 (PDF)에서 보존된 문서. 2017년 8월 10일에 확인함.
23. ↑  Elman, David (2021년 9월 1일). “Big Lots Lawsuit Puts Greenmail Under Microscope in Ohio”. 《The Deal》 (영어). 2024년 5월 14일에 확인함.
24. ↑  Granata, Enrico; Klein, Spencer (2014년 1월 22일). ““Greenmail” Makes a Comeback”. 《The Harvard Law School Forum on Corporate Governance》 (영어). 2024년 5월 14일에 확인함.